# Niquero
Niquero ist ein Municipio und eine Stadt in der kubanischen Provinz Granma. Sie liegt in der Küstenregion der Provinz am Golf von Guacanayabo. Cabo Cruz (Kap Cruz), der westlichste Punkt der Provinz, liegt in diesem Municipio.
2008 wurde ein Marskrater nach der Stadt benannt.

## Demografie
Im Jahre 2004 hatte das Municipio eine Einwohnerzahl von 41.252. Bei einer Fläche von 583 km² hat es eine Bevölkerungsdichte von 70,9 Einwohnern je Quadratkilometer.